# Eric (roman)
Faust Eric (1990) (titlu original Faust Eric) este al nouălea roman al Lumii Disc, creată de Terry Pratchett. Inițial a fost publicat ca o povestire a Lumii Disc într-un format mai mare decât celelalte romane și ilustrat de Josh Kirby. Ulterior a fost republicată în format paperback normal, fără ilustrații și, în unele situații, cu titlul simplu Eric pe copertă și pe prima pagină.

## Intriga
Povestea constituie o parodie a poveștii Faust, și continuă acțiunea din Copilul minune, în care vrăjitorul Vânturache rămăsese captiv în Dimensiunile Subterane.
Vânturache se trezește într-un loc ciudat, fiind invocat de un de un demonolog de 13 ani, Eric Thursley, care vrea să fie stăpânul regatelor lumii, să cunoască cea mai frumoasă femeie din câte au trăit vreodată și să trăiască pe vecie. Când află că Vânturache nu îi poate îndeplini niciuna dintre dorințe este dezamăgit, în timp ce vrăjitorul este disperat să afle că vrăjile de invocare a demonilor acționează asupra sa. Papagalul lui Eric îl informează că, din moment ce a fost invocat pe post de demon, poate fi considerat unul.
Sosirea Bagajului lui Vânturache îl face pe Eric să suspecteze că Vânturache vrea să îl înșele. El insistă în dorințele sale, pe care Vânturache încearcă să îl convingă că nu le poate îndeplini. Totuși, spre stupoarea lui, vrăjitorul constată că pocnitul din degete chiar funcționează.
- Să fiu stăpânul regatelor lumii. Eric și Rincewind ajung în pădurea tropicală din Klatch, în regatul Tezuma, o parodie a imperiului Aztec. Localnicii vin în fața lui Eric pentru a-i plăti tribut și a-l proclama Conducătorul Lumii, timp în care Vânturache și papagalul explorează templul lui Quezpestecoatl, unde găsesc un prizonier pe cale de a fi sacrificat, Ponce da Quirm (o parodie a lui Juan Ponce de León). Da Quirm îl informează pe Vânturache despre soarta teribilă pe care tezumanii i-au pregătit-o Conducătorului Lumii, pe care îl socotesc vinovat de problemele vieților lor. Puțin mai târziu, Vânturache, Eric și da Quirm sunt legați în vârful unei piramide în așteptarea sacrificiului, moment în care își face apariția Quetzpestecoatl. Din nefericire pentru el, tot atunci aterizează și Bagajul, care îl strivește pe zeul de 6 inci înălțime în timpul procesului. Tezumanii se bucură să vadă că Quetzpestecoatl a fost distrus, eliberează prizonierii și fac din Bagajul noul lor zeu. La sfârșitul cărții se povestește că tezumanii au renunțat și la venerarea Bagajului (deoarece nu a mai revenit la ei), devenind atei.

- Să cunoscă cea mai frumoasă femeie din câte au trăit vreodată. Vânturache pocnește din nou din degete, trimițându-i pe toți într-un cal de lemn (parodie a calului troian). Când ies din el, sunt înconjurați de soldații care îi consideră o forță de invazie ephebiană. Vânturache reușește să negocieze eliberarea lor, dar, după ce ies din cetate, cad în mâinile armatei invadatoare. Vânturache și Eric sunt duși în fața lui Lavaeolus, omul care construise calul - trimis ca momeală și având rolul de a aduna în jurul său inamicii dornici să îi prindă pe cei ascunși în el, în timp ce invadatorii se strecurau în cetate — care îi acuză de sabotarea războiului. Împreună, revin în Tsort printr-un pasaj secret și o caută pe Elenor (o parodie a elenei din Troia), care îi dezamăgește: războiul a fost lung, iar în acest timp Elena s-a îngrășat, are copii și un început de mustață. Ephebienii fug din cetatea care arde, iar Lavaeolus și armata sa pleacă spre casă, plângându-se de călătoriile pe mare (aluzii la Iliada și Odiseea). Eric remarcă faptul că, în ephebiană, „Lavaeolus” înseamnă „Vânturătorul de vânt”, sugerând că acesta poate fi un strămoș al lui Vânturache.

- Să trăiesc pe vecie. Vânturache pocnește din degete, trimițându-se pe sine și pe Eric înaintea momentului creației. Vânturache se întâlnește cu Creatorul, care tocmai creează Lumea Disc și are probleme cu realizarea unora dintre animale. Vânturache și Eric sunt lăsați pe lumea nou creată, înțelegând că "a trăi pe vecie" înseamnă a trăi tot timpul de la început până la sfârșit. Pentru a scăpa, Vânturache îi cere lui Eric să inverseze invocarea, trimițându-i pe amândoi în Iad.

Iadul se dovedește a fi un loc împânzit de birocrați, în care regele demonilor, Astfgl a ajuns la concluzia că plictiseala este cea mai bună formă de tortură. Vânturache își folosește experiența dobândită în Universitatea Nevăzută pentru a-i bate pe demoni cu propriile lor arme, astfel încât el și Eric să poată scăpa de acolo. În timp ce traversează nivelurile reformate ale Iadului (forme satirice ale Infernului lui Dante) dau peste da Quirm și peste papagal, precum și peste Lavaeolus, care le indică ieșirea.
În spatele puterilor demonice ale lui Vânturache se dovedește a fi Lordul Vassenego, care conduce o revoltă împotriva lui Astfgl. Folosindu-se pe Vânturache pentru a-l ține ocupa pe Astfgl, Vassenego își adună demonii susținători și îl înfruntă pe rege chiar când acesta prinde fugarii. Vassenego se proclamă "Președinte Suprem pe Viață al Infernului", ocupându-se de planificarea viitorului demonilor. În timp ce Astfgl se pierde în închisoarea birocratică pe care o crease, Vassenego preia conducerea regatului, iar Vânturache și Eric fug din Iad. 